# Saison 2 de Revenge
Chronologie
Saison 1 Saison 3
Cet article présente les épisodes de la deuxième saison de la série télévisée américaine Revenge.

## Généralités
- La deuxième saison a débuté le 30 septembre 2012 sur ABC, tous les dimanches soir à 21 h.
- Au Canada, elle est diffusée en simultané sur Citytv.
- En France, la diffusion a commencé le 7 juillet 2013 sur Canal+ Family.
- En Belgique, la diffusion a commencé le 26 mars 2013 sur RTL-TVI
- Au Québec, elle est diffusée au printemps 2014[2] à la Télévision de Radio-Canada.

## Distribution

### Acteurs principaux
- Emily VanCamp (VF : Chantal Macé) : Emily Thorne (née Amanda Clarke)
- Madeleine Stowe (VF : Martine Irzenski) : Victoria Grayson
- Gabriel Mann (VF : Olivier Augrond) : Nolan Ross
- Henry Czerny (VF : Bertrand Liebert) : Conrad Grayson
- Nick Wechsler (VF : Stéphane Pouplard) : Jack Porter
- Joshua Bowman (VF : Damien Ferrette) : Daniel Grayson
- Barry Sloane[3] (VF : Axel Kiener) : Aiden Mathis[4]
- Connor Paolo (VF : Gwenaël Sommier) : Declan Porter
- Ashley Madekwe (VF : Marie Tirmont) : Ashley Davenport
- Christa B. Allen (VF : Chloé Berthier) : Charlotte Grayson

### Acteurs récurrents et invités
- Margarita Levieva (VF : Ingrid Donnadieu) : Amanda Clarke / Emily Thorne[5] (épisodes 1 à 14)
- James Tupper (VF : Eric Aubrahn) : David Clarke
- Jennifer Jason Leigh (VF : Emmanuelle Bondeville) : Kara Wallace Clarke[6] (épisodes 1 à 7)
- Dilshad Vadsaria (VF : Karine Foviau) : Padma Lahari[7] (épisodes 2 à 17)
- Michael Nardelli (en) (VF : Edouard Rouland) : Trey Chandler[8] (épisodes 2 à 4 et 17)
- Cary-Hiroyuki Tagawa (VF : Philippe Bellay) : Satoshi Takeda[9] (épisodes 1, 3, 8 et 19, 20)
- J. R. Bourne (VF : Serge Biavan) : Kenny Ryan[10] (épisodes 3 à 12 et 17)
- Wendy Crewson (VF : Pauline Larrieu) : Helen Crowley[11] (épisodes 4 à 13)
- Michael Trucco (VF : Ludovic Baugin) : Nate Ryan[12] (épisodes 7 à 14)

### Invités
- Roger Bart (VF : Vincent Ropion) : Mason Treadwell (épisodes 5 à 7 et 17)
- Adrienne Barbeau : Marion, mère de Victoria[13] (épisode 8)
- E. J. Bonilla (VF : Paolo Domingo) : Marco Romero[14] (épisodes 8 à 11)
- Joaquim de Almeida : Salvador Grobet[15] (épisode 9)
- Dylan Walsh (VF : Philippe Valmont) : Jason Prosser[16] (épisodes 11 et 12)
- Burn Gorman (VF : Jérôme Keen) : Trask[17] (épisodes 14, 15 et 17)
- Collins Pennie : Eli[18] (épisodes 15 à 17)
- Seychelle Gabriel (VF : Barbara Beretta) : Regina (épisodes 18 à 21)

## Liste des épisodes

### Épisode 1:Destins Croisés
- États-Unis /  Canada : 30 septembre 2012 sur ABC[19] / Citytv
- France :
  - 7 juillet 2013 sur Canal+ Family[20]
  - 23 avril 2014 sur TF1[21]
- Suisse : 28 février 2014 sur RTS Un
- Québec : 8 avril 2014 sur Radio-Canada[22]
- Belgique : 11 avril 2014 sur RTL-TVI[23]

- États-Unis : 91,74 millions de téléspectateurs[24] (première diffusion)
- France : 1,7 million de téléspectateurs[25] (deuxième diffusion)
- Belgique : 305 400 téléspectateurs[26] (première diffusion)
- Québec : 726 000 téléspectateurs[27]

- Barry Sloane (Aiden Mathis)
- Cary-Hiroyuki Tagawa (Takeda)
- Margarita Levieva (Amanda Clarke)
- Jennifer Jason Leigh (Kara Wallace Clarke)

### Épisode 2:Résurrection
- États-Unis /  Canada : 7 octobre 2012 sur ABC / Citytv
- France :
  - 7 juillet 2013 sur Canal+ Family
  - 23 avril 2014 sur TF1
- Suisse : 3 mars 2014 sur RTS Un
- Belgique : 11 avril 2014 sur RTL-TVI
- Québec : 15 avril 2014 sur Radio-Canada

- États-Unis : 8,36 millions de téléspectateurs[28] (première diffusion)
- France : 1 million de téléspectateurs[25] (deuxième diffusion)
- Belgique : 257 300 téléspectateurs[26] (première diffusion)
- Québec : 642 000 téléspectateurs[29]

- Barry Sloane (Aiden Mathis)
- Margarita Levieva (Amanda Clarke)
- Jennifer Jason Leigh (Kara Wallace Clarke)
- Dilshad Vadsaria (Padma Lahari)

### Épisode 3:La Conférence de Presse
- États-Unis /  Canada : 14 octobre 2012 sur ABC / Citytv
- France :
  - 14 juillet 2013 sur Canal+ Family
  - 23 avril 2014 sur TF1
- Suisse : 4 mars 2014 sur RTS Un
- Belgique : 18 avril 2014 sur RTL-TVI
- Québec : 22 avril 2014 sur Radio-Canada

- États-Unis : 8,28 millions de téléspectateurs[30]
- France : 700 000 téléspectateurs[25] (deuxième diffusion)
- Belgique : 237 900 téléspectateurs[31] (première diffusion)
- Québec : 612 000 téléspectateurs[32]

- Dilshad Vadsaria (Padma Lahari)
- Barry Sloane (Aiden Mathis)
- Cary-Hiroyuki Tagawa (Takeda)
- Margarita Levieva (Amanda Clarke)
- Jennifer Jason Leigh (Kara Wallace Clarke)
- JR Bourne (Kenny Ryan)

### Épisode 4:L'insoutenable Vérité
- États-Unis /  Canada : 21 octobre 2012 sur ABC / Citytv
- France :
  - 14 juillet 2013 sur Canal+ Family
  - 30 avril 2014 sur TF1
- Suisse : 5 mars 2014 sur RTS Un
- Belgique : 18 avril 2014 sur RTL-TVI
- Québec : 29 avril 2014 sur Radio-Canada

- États-Unis : 8,71 millions de téléspectateurs[33]
- France : 1,60 million de téléspectateurs[34] (deuxième diffusion)
- Belgique : 237 900 téléspectateurs[31] (première diffusion)
- Québec : 669 000 téléspectateurs[35]

- Margarita Levieva (Amanda Clarke)
- Jennifer Jason Leigh (Kara Wallace Clarke)
- Barry Sloane (Aiden Mathis)
- Alyvia Alyn Lind (five-year old Amanda)
- Dilshad Vadsaria (Padma Lahari)
- J. R. Bourne (Kenny Ryan)
- Michael Nardelli (Trey Chandler)
- Wendy Crewson (Helen)
- Peter James Smith (ER doctor)
- Christina Chang (Carrie Thurgood)
- Brittany Phillips (Destiny)
- Alejandro Furth (inspector)
- Maggie Mae Reid (assistant)
- Danny Vasquez (EMT)

### Épisode 5:Retour Providentiel
- États-Unis /  Canada : 28 octobre 2012 sur ABC / Citytv
- France :
  - 21 juillet 2013 sur Canal+ Family
  - 30 avril 2014 sur TF1
- Suisse : 6 mars 2014 sur RTS Un
- Belgique : 25 avril 2014 sur RTL-TVI
- Québec : 6 mai 2014 sur Radio-Canada

- États-Unis : 8,18 millions de téléspectateurs[36]
- France : 1,10 million de téléspectateurs[34] (deuxième diffusion)
- Belgique : 254 500 téléspectateurs[37] (première diffusion)
- Québec : 496 000 téléspectateurs[38]

- James Tupper (David Clarke)
- Barry Sloane (Aiden Mathis)
- Roger Bart (Mason Treadwell)
- Dilshad Vadsaria (Padma Lahari)
- J. R. Bourne (Kenny Ryan)
- Margarita Levieva (Amanda Clarke)
- Jennifer Jason Leigh (Kara Wallace Clarke)
- Alyvia Alyn Lind (5 Year Old Amanda)
- Carmen Mormino (Doctor)
- Keana Hall (Maid)

### Épisode 6:Seconde Noce
- États-Unis /  Canada : 4 novembre 2012 sur ABC / Citytv
- France :
  - 21 juillet 2013 sur Canal+ Family
  - 30 avril 2014 sur TF1
- Suisse : 7 mars 2014 sur RTS Un
- Belgique : 25 avril 2014 sur RTL-TVI
- Québec : 13 mai 2014 sur Radio-Canada

- États-Unis : 7,94 millions de téléspectateurs[39]
- France : 800 000 téléspectateurs[34] (deuxième diffusion)
- Belgique : 233 000 téléspectateurs[37] (première diffusion)
- Québec : 697 000 téléspectateurs[40]

- Wendy Crewson (Helen Crowley)
- James Morrison (Gordon Murphy)
- Roger Bart (Mason Treadwell)
- Dilshad Vadsaria (Padma Lahari)
- J. R. Bourne (Kenny Ryan)
- Margarita Levieva (Amanda Clarke)
- Jennifer Jason Leigh (Kara Wallace Clarke)
- Cassius Willis (Detective Robert Gunther)
- Alyvia Alyn Lind (5 Year Old Amanda)
- Greg Collins (Mick)
- Brianne Howey (Eve)
- Mel Fair (News Reporter)
- Rick Fitts (Officiant)
- Jeremy Shouldis (Officer Rivers)

### Épisode 7:Toute La Vérité
- États-Unis /  Canada : 11 novembre 2012 sur ABC / Citytv
- France :
  - 28 juillet 2013 sur Canal+ Family
  - 7 mai 2014 sur TF1
- Suisse : 10 mars 2014 sur RTS Un
- Belgique : 25 avril 2014 sur RTL-TVI
- Québec : 20 mai 2014 sur Radio-Canada

- États-Unis : 7,73 millions de téléspectateurs[41]
- France : 1,83 million de téléspectateurs[42] (deuxième diffusion)
- Belgique : 214 300 téléspectateurs[37] (première diffusion)
- Québec : 649 000 téléspectateurs[43]

- Roger Bart (Mason Treadwell)
- Wendy Crewson (Helen Crowley)
- Michael Trucco (Nate Ryan)
- Dilshad Vadsaria (Padma Lahari)
- J. R. Bourne (Kenny Ryan)
- Margarita Levieva (Amanda Clarke)
- Jennifer Jason Leigh (Kara Wallace Clarke)
- Cassius Willis (Detective Robert Gunther)
- Alyvia Alyn Lind (5 Year Old Amanda)
- Catherine Kamei (Investor)
- Simon Hunt (Cop)
- Keana Hall (Maid)

Mason Treadwell découvre la vérité sur le passé d'Amanda et d'Emily lorsque cette dernière lui dévoile son identité juste après avoir empêché Amanda de tuer Mason. La jeune femme doit alors réagir vite et échafaude un plan d'urgence dangereux. 
Emily apporte un cadeau de mariage à Victoria, elle croise Kara et lui apprend qu'elle part, sans dire au revoir à Amanda. 
Nolan et Aiden discutent, Aiden lui explique le plan d'Emily pour faire évincer Conrad et mettre Daniel à la tête de l'entreprise. Pour cela, il faut prouver que Grayson Global détient des parts privées chez Nolcorp.  Nolan avoue que David Clarke a laissé des fonds chez Nolcorp et sort le chèque original de David Clarke de son bureau. 
Amanda ment à Mason Tredwell au sujet d'Emily et lui dit qu'elle lui fait faire des choses horribles et qu'elle la manipule et tente de l'assommer car elle se rend compte que ce dernier a compris leur histoire... 

### Épisode 8:À L'origine
- États-Unis /  Canada : 25 novembre 2012 sur ABC / Citytv
- France :
  - 28 juillet 2013 sur Canal+ Family
  - 7 mai 2014 sur TF1
- Suisse : 11 mars 2014 sur RTS Un
- Belgique : 2 mai 2014 sur RTL-TVI
- Québec : 27 mai 2014 sur Radio-Canada

- États-Unis : 6,92 millions de téléspectateurs[44]
- France : 1,07 million de téléspectateurs[42] (deuxième diffusion)
- Belgique : 303 500 téléspectateurs[45] (première diffusion)
- Québec : 547 000 téléspectateurs[46]

- Barry Sloane (Aiden Mathis)
- Cary-Hiroyuki Tagawa (Takeda)
- J. R. Bourne (Kenny Ryan)
- Adrienne Barbeau (Marion)
- Brian Goodman (en) (Carl Porter)
- E. J. Bonilla (Marco)
- Amanda Brooks (young Marion)
- Salvator Xuereb (Sergei)
- Rosemary Dominguez (Theresa)
- Grace Fulton (young Victoria)
- Matt Riedy (Ben)
- Timothy V. Murphy (Dmitri)
- Michael Rose (Joe Ryan)
- Jonathan Adams (Matt Duncan)
- Stephen Snedden (Thomas)

### Épisode 9:Le Baptême
- États-Unis /  Canada : 2 décembre 2012 sur ABC / Citytv
- France :
  - 4 août 2013 sur Canal+ Family
  - 7 mai 2014 sur TF1
- Suisse : 12 mars 2014 sur RTS Un
- Belgique : 2 mai 2014 sur RTL-TVI
- Québec : 3 juin 2014 sur Radio-Canada

- États-Unis : 7,65 millions de téléspectateurs[47]
- France : 770 000 téléspectateurs[42] (deuxième diffusion)
- Belgique : 293 100 téléspectateurs[45] (première diffusion)
- Québec : 592 000 téléspectateurs[48]

- Barry Sloane (Aiden Mathis)
- Dilshad Vadsaria (Padma Lahari)
- J. R. Bourne (Kenny Ryan)
- Michael Trucco (Nate Ryan)
- Wendy Crewson (Helen Crowley)
- E. J. Bonilla (Marco Romero)
- Jonathan Adams (Matt Duncan)
- Joaquim de Almeida (Salvador Grobet)

### Épisode 10:Les Dérives du pouvoir
- États-Unis /  Canada : 6 janvier 2013 sur ABC / City
- France :
  - 4 août 2013 sur Canal+ Family
  - 14 mai 2014 sur TF1
- Suisse : 13 mars 2014 sur RTS Un
- Belgique : 2 mai 2014 sur RTL-TVI
- Québec : 10 juin 2014 sur Radio-Canada

- États-Unis : 7,12 millions de téléspectateurs[49]
- France : 1,4 million de téléspectateurs[50] (deuxième diffusion)
- Belgique : 277 000 téléspectateurs[45] (première diffusion)
- Québec : 578 000 téléspectateurs[51]

- Margarita Levieva (Amanda Clarke)
- Barry Sloane (Aiden Mathis)
- Dilshad Vadsaria (Padma Lahari)
- J. R. Bourne (Kenny Ryan)
- Michael Trucco (Nate Ryan)
- Wendy Crewson (Helen Crowley)
- E. J. Bonilla (Marco Romero)
- Clare Carey (Patricia Barnes)
- Geoff Pierson (Judge Robert Barnes)
- Jay Seals (Eddie Solomon)

Pour protéger son fils de l'Initiative, Victoria demande de l'aide à Emily Thorne. Celle-ci a alors pour mission de retourner auprès de Daniel pour le persuader de démissionner de son poste de PDG de Grayson Global. Pour pouvoir y arriver, Aiden et Emily se disputent en plein milieu d'un restaurant dans lequel Daniel et Conrad discutaient. Aiden annonce sa rupture avec Emily. 
Entre-temps, Emily concentre sa vengeance sur le juge Barnes, qui a présidé le procès ayant conduit David Clarke en prison. Elle dispose d'une lettre écrite par le greffier présent au cours du procès, tué quelques jours après la décision de la Cour et qui était convaincu de l'innocence de David. Dans la lettre se trouve une dure révélation...
Jack Porter a quelques soucis avec son bar et ses associés. La police fouille tout le bar et découvre de la drogue et une arme dans la cale du bateau où Declan vit maintenant. Elle l'arrête. 

### Épisode 11:Sabotage
- États-Unis /  Canada : 13 janvier 2013 sur ABC / City
- France :
  - 11 août 2013 sur Canal+ Family
  - 14 mai 2014 sur TF1
- Suisse : 14 mars 2014 sur RTS Un
- Belgique : 9 mai 2014 sur RTL-TVI
- Québec : 17 juin 2014 sur Radio-Canada

- États-Unis : 6,17 millions de téléspectateurs[52]
- France : 1 million de téléspectateurs[50] (deuxième diffusion)
- Belgique : 301 500 téléspectateurs[53] (première diffusion)
- Québec : 539 000 téléspectateurs[54]

- Margarita Levieva (Amanda Clarke)
- Barry Sloane (Aiden Mathis)
- Dilshad Vadsaria (Padma Lahari)
- J. R. Bourne (Kenny Ryan)
- Michael Trucco (Nate Ryan)
- Wendy Crewson (Helen Crowley)
- E. J. Bonilla (Marco Romero)
- Dylan Walsh (Jason Prosser)

### Épisode 12:Connivence
- États-Unis /  Canada : 20 janvier 2013 sur ABC / City
- France :
  - 11 août 2013 sur Canal+ Family
  - 14 mai 2014 sur TF1
- Suisse : 17 mars 2014 sur RTS Un
- Belgique : 9 mai 2014 sur RTL-TVI
- Québec : 24 juin 2014 sur Radio-Canada

- États-Unis : 5,75 millions de téléspectateurs[55]
- France : 700 000 téléspectateurs[50] (deuxième diffusion)
- Belgique : 273 000 téléspectateurs[53] (première diffusion)
- Québec : 621 000 téléspectateurs[56]

- Margarita Levieva (Amanda Clarke)
- Barry Sloane (Aiden Mathis)
- Dilshad Vadsaria (Padma Lahari)
- J. R. Bourne (Kenny Ryan)
- Michael Trucco (Nate Ryan)
- Wendy Crewson (Helen Crowley)
- Dylan Walsh (Jason Prosser)
- Sherri Saum (Donna Carlisle)
- Jonathan Adams (Matt Duncan)
- Gemma Massot (Colleen)

### Épisode 13:Les Liens du Mariage
- États-Unis /  Canada : 10 février 2013 sur ABC / City
- France :
  - 18 août 2013 sur Canal+ Family
  - 21 mai 2014 sur TF1
- Suisse : 18 mars 2014 sur RTS Un
- Belgique : 9 mai 2014 sur RTL-TVI
- Québec : 1er juillet 2014 sur Radio-Canada

- États-Unis : 5,20 millions de téléspectateurs[57]
- France : 1,5 million de téléspectateurs[58] (deuxième diffusion)
- Belgique : 246 400 téléspectateurs[53] (première diffusion)
- Québec : 571 000 téléspectateurs[59]

- Margarita Levieva (Amanda Clarke)
- Barry Sloane (Aiden Mathis)
- James Tupper (David Clarke)
- Dilshad Vadsaria (Padma Lahari)
- Michael Trucco (Nate Ryan)
- Wendy Crewson (Helen Crowley)

Emily se remémore des souvenirs d'enfance. Lorsqu'ils étaient enfants, Amanda avait organisé son mariage avec Jack sur la plage et en présence de son père, David, et de Sam, choisi comme témoin. Lors du véritable mariage de Jack et Amanda, Emily ne peut contenir sa peine face à cette union. On se rend véritablement compte de la souffrance de la jeune femme quand Jack se rappelle leur « mariage » quelques années plus tôt et en disant qu'ils étaient destinés à être ensemble.

### Épisode 14:Sacrifice
- États-Unis /  Canada : 17 février 2013 sur ABC / City
- France :
  - 18 août 2013 sur Canal+ Family
  - 21 mai 2014 sur TF1
- Suisse : 19 mars 2014 sur RTS Un
- Belgique : 9 mai 2014 sur RTL-TVI
- Québec : 8 juillet 2014 sur Radio-Canada

- États-Unis : 5,99 millions de téléspectateurs[60]
- France : 1,05 million de téléspectateurs[58] (deuxième diffusion)
- Belgique : 236 300 téléspectateurs[53] (première diffusion)
- Québec : 620 000 téléspectateurs[61]

- Margarita Levieva (Amanda Clarke)
- Barry Sloane (Aiden Mathis)
- Dilshad Vadsaria (Padma Lahari)
- Michael Trucco (Nate Ryan)
- Burn Gorman (Trask)
- Ed Corbin (Bull)
- Maggie Mae Reid (Grace)
- Maya Goodwin (guard)

### Épisode 15:Éloge Funèbre
- États-Unis /  Canada : 10 mars 2013 sur ABC / City
- France :
  - 25 août 2013 sur Canal+ Family
  - 21 mai 2014 sur TF1
- Suisse : 20 mars 2014 sur RTS Un
- Belgique : 16 mai 2014 sur RTL-TVI
- Québec : 15 juillet 2014 sur Radio-Canada

- États-Unis : 6,96 millions de téléspectateurs[62]
- France : 700 000 téléspectateurs[58] (deuxième diffusion)
- Belgique : 263 500 téléspectateurs[63] (première diffusion)
- Québec : 564 000 téléspectateurs[64]

- Dilshad Vadsaria (Padma)
- Burn Gorman (Trask)
- Collins Pennie (Eli)
- Maggie Mae Reid (Grace)

### Épisode 16:En l'honneur d'Amanda
- États-Unis /  Canada : 17 mars 2013 sur ABC / City
- France :
  - 25 août 2013 sur Canal+ Family
  - 28 mai 2014 sur TF1
- Suisse : 21 mars 2014 sur RTS Un
- Belgique : 16 mai 2014 sur RTL-TVI
- Québec : 22 juillet 2014 sur Radio-Canada

- États-Unis : 6,57 millions de téléspectateurs[65]
- France : 1,7 million de téléspectateurs[66] (deuxième diffusion)
- Belgique : 243 200 téléspectateurs[63] (première diffusion)
- Québec : 505 000 téléspectateurs[67]

- Emily Alyn Lind (jeune Amanda)
- James Tupper (David Clarke)
- Collins Pennie (Eli)
- Kendall Clement (assureur)
- Jamila Jones (Marta)
- Akinsola Aribo (jeune Eli)
- Michael Tennant (Wes Rogers)
- Bruno Amato (Fred Harris)
- Lindsey Haun (mère adoptive d'Amanda)

### Épisode 17:Victoire
- États-Unis /  Canada : 24 mars 2013 sur ABC / City
- France :
  - 1er septembre 2013 sur Canal+ Family
  - 28 mai 2014 sur TF1
- Suisse : 24 mars 2014 sur RTS Un
- Belgique : 16 mai 2014 sur RTL-TVI
- Québec : 29 juillet 2014 sur Radio-Canada

- États-Unis : 6,31 millions de téléspectateurs[68]
- France : 1 million de téléspectateurs[66] (première diffusion)
- Québec : 585 000 téléspectateurs[69]

- Dilshad Vadsaria (Padma Lahari)
- Roger Bart (Mason Treadwell)
- Collins Pennie (Eli James)
- Burn Gorman (Trask)
- JR Bourne (Kenny Ryan)
- Michael Nardelli (Trey Chandler)
- Emily Alyn Lind (jeune Amanda)
- Akinsola Aribo (jeune Eli)
- Maggie Mae Reid (Grace)
- Dendrie Taylor (Meredith Hayward)
- Anjul Nigam (Zahir Lahari)

### Épisode 18:La Nuit des masques
- États-Unis /  Canada : 31 mars 2013 sur ABC / City
- France :
  - 1er septembre 2013 sur Canal+ Family
  - 28 mai 2014 sur TF1
- Suisse : 25 mars 2014 sur RTS Un
- Belgique : 16 mai 2014 sur RTL-TVI
- Québec : 5 août 2014 sur Radio-Canada

- États-Unis : 5,49 millions de téléspectateurs[70]
- France : 700 000 téléspectateurs[66] (première diffusion)
- Belgique : 212 600 téléspectateurs[63] (première diffusion)
- Québec : 592 000 téléspectateurs[71]

- Dilshad Vadsaria (Padma Lahari)
- Burn Gorman (Trask)
- Grace Fulton (jeune Victoria)
- Myra Turley (Sister Rebecca Gallagher)
- Marcos De La Cruz (Détective Durand)
- Page Leong (docteur)
- Brandon Keener (Evan Spradlin)
- Eric Zuckerman (Tom Mullen)
- Kate Herman (Sloane Hanover)
- Seychelle Gabriel (Regina)
- Nate Gill (Rocco)
- Jamila Jones (Marta)

### Épisode 19:Démasqué
- États-Unis /  Canada : 28 avril 2013 sur ABC / City
- France :
  - 8 septembre 2013 sur Canal+ Family
  - 4 juin 2014 sur TF1
- Suisse : 26 mars 2014 sur RTS Un
- Belgique : 23 mai 2014 sur RTL-TVI
- Québec : 12 août 2014 sur Radio-Canada

- États-Unis : 6,05 millions de téléspectateurs[72]
- France : 1,5 million de téléspectateurs[73] (deuxième diffusion)
- Belgique : 223 600 téléspectateurs[74] (première diffusion)
- Québec : 619 000 téléspectateurs[75]

- Cary-Hiroyuki Tagawa (Takeda)
- Grace Fulton (jeune Victoria)
- Seychelle Gabriel (Regina)
- Ben Bode (Dean Todd Walton)
- Susan Park (Edith 'Fa1c0n' Lee)
- Jessica Tuck (Alison Stoddard)
- Juju Chang (elle-même)

### Épisode 20:L'Histoire se répète
- États-Unis /  Canada : 5 mai 2013 sur ABC / City
- France :
  - 8 septembre 2013 sur Canal+ Family
  - 4 juin 2014 sur TF1
- Suisse : 27 mars 2014 sur RTS Un
- Belgique : 23 mai 2014 sur RTL-TVI
- Québec : 19 août 2014 sur Radio-Canada

- États-Unis : 6,28 millions de téléspectateurs[76]
- France : 1 million de téléspectateurs[73] (deuxième diffusion)
- Belgique : 240 400 téléspectateurs[74] (première diffusion)
- Québec : 632 000 téléspectateurs[77]

- Cary-Hiroyuki Tagawa (Takeda)
- Maggie Mae Reid (Grace)
- Seychelle Gabriel (Regina)
- Jessica Tuck (Alison Stoddard)

- Dans cet épisode Emily parle très bien français.

### Épisode 21:Quand la lumière s'éteint
- États-Unis /  Canada : 12 mai 2013 sur ABC[78] / City
- France :
  - 15 septembre 2013 sur Canal+ Family
  - 4 juin 2014 sur TF1
- Suisse : 28 mars 2014 sur RTS Un
- Belgique : 30 mai 2014 sur RTL-TVI
- Québec : 26 août 2014 sur Radio-Canada

- États-Unis : 6,12 millions de téléspectateurs[79]
- France : 700 000 téléspectateurs[73] (deuxième diffusion)
- Belgique : 228 600 téléspectateurs[80] (première diffusion)
- Québec : 615 000 téléspectateurs[81]

- Cary-Hiroyuki Tagawa (Takeda)
- Seychelle Gabriel (Regina)
- Falk Hentschel (Gregor Hoffman)
- Brian Lally (agent de sécurité no. 1)
- Guy Nardulli (agent de sécurité no. 2)
- Donna Rusch (journaliste no. 1)
- Bill Seward (journaliste no. 2)
- Marc Istook (journaliste no. 3)

La ville de New York est plongée dans le noir, à la suite de l'exécution de Carrion par l'Initiative. Emily est dans le bureau de Nolcorp avec Nolan et Aiden. Declan est pris à l'intérieur d'une banque avec Regina. Victoria est dans le bar Stowaway avec Jack. Charlotte est avec Daniel, dans un restaurant. Conrad est à son local de campagne avec Ashley et des bénévoles. 

### Épisode 22:La Vérité Explose
- États-Unis /  Canada : 12 mai 2013 sur ABC[78] / City
- France :
  - 15 septembre 2013 sur Canal+ Family
  - 4 juin 2014 sur TF1
- Suisse : 31 mars 2014 sur RTS Un
- Belgique : 30 mai 2014 sur RTL-TVI
- Québec : 2 septembre 2014 sur Radio-Canada

- États-Unis : 6,12 millions de téléspectateurs[79]
- France : 450 000 téléspectateurs[73] (deuxième diffusion)
- Belgique : 225 100 téléspectateurs[80] (première diffusion)
- Québec : 660 000 téléspectateurs[82]

Emily réussit à rentrer chez Grayson Global et retrouve un homme étendu par terre qu'elle croit être Jack, mais elle est rejointe par les pompiers qui la forcent à sortir. Nolan est de retour à sa compagnie et recherche des signes de Jack. Surpris, Nolan découvre que Jack est dans les locaux de Nolcorp et fait irruption dans le bureau de Nolan qui lui demande des explications au sujet de l'explosion chez Grayson Global. Jack réussit à entrer en contact avec Ashley et lui demande aussi des explications sur l'explosion. Ashley nie tout. Jack lui demande de garder le silence et de faire croire qu'il est mort dans l'explosion. Aiden arrive devant Grayson Global, mais est accueilli par Daniel qui le frappe. Charlotte découvre que la victime de l'explosion est Declan, le père de son enfant. Ashley apprend à Jack que Declan est une victime de l'explosion. Emily aide Jack à entrer en contact avec Declan qui est aux soins intensifs. Aiden fait ses adieux à Emily. Daniel avertit Conrad que l'argent de la fondation d'Amanda Clarke a disparu et que c'est Aiden le voleur, mais cela n'affecte pas Conrad. Par la suite, Daniel découvre que c'est Conrad qui est derrière l'explosion des bureaux de Grayson Global. Nolan découvre que Declan a menti à Charlotte sur son état de santé. Lors d'une conversation avec Victoria, Emily découvre qu'Aiden s'est fait arrêter à la frontière canadienne. Daniel révèle à Victoria que c'est Conrad et l'Initiative qui sont derrière l'explosion des bureaux de Grayson Global et du black-out sur la ville de New York. Victoria confronte Conrad à propos de l'explosion, du black out et de l'Initiative. Conrad révèle que l'Initiative n'a jamais existé et qu'il s'agit en fait d'une union d'hommes d'affaires avisés qui ont perfectionné l'art de profiter de la peur des autres. Il révèle aussi à Victoria la vraie raison du crash du vol 197 dont David Clarke a été injustement accusé. Nolan apprend à Jack que Declan est mort. Attristé, Jack est déterminé à éliminer Conrad. Daniel va chez Emily pour la trouver mais tombe sur Aiden. Les deux hommes se battent et Aiden propulse Daniel sur le bureau d'Emily. Il lui dit qu'il lui laisse une seconde chance et de laisser Emily s'en aller. Daniel allongé sur le sol, furieux, remarque l'arme à ses pieds. Daniel arrive pour le discours de Conrad en ayant caché la tache de sang sur la manche de sa chemise. Nolan est arrêté par le FBI pour acte de terrorisme contre les États-Unis. Le FBI révèle à Nolan que Padma Lahari a aidé le FBI dans son enquête sur lui. Padma a révélé au FBI que Nolan est derrière l'Initiative. Alors que Conrad s'apprête à prononcer son discours, à la suite de son élection, Emily tente de retrouver Jack qui, lui veut tuer Conrad. Elle le retrouve et lui révèle sa véritable identité. 